# Put Your Hands Up (If You Feel Love)
"Put Your Hands Up (If You Feel Love)" é uma canção da cantora australiana Kylie Minogue, do seu décimo primeiro álbum de estúdio, Aphrodite. A canção foi lançada como single em 29 de Maio de 2011. Produzida por Starsmith e composta por Finlay Dow-Smith, Miriam Nervo e Olivia Nervo, é o primeiro single de Minogue a ser lançado em seis meses, e o Lado B de "Put Your Hands Up (If You Feel Love)" chama-se "Silence".

## Desempenho nas tabelas musicais

### Posições
| Tabelas musicais (2011)                   | Melhores posições |
| ----------------------------------------- | ----------------- |
| Austrália - ARIA Charts                   | 50                |
| Bélgica - Ultratip Belgium                | 48                |
| Escócia - The Official Charts Company     | 93                |
| Reino Unido - The Official Charts Company | 93                |

## Alinhamento de Faixas
| Download digital |                                                                          |         |  |
| N.º              | Título                                                                   | Duração |  |
| 1.               | "Put Your Hands Up (If You Feel Love)"                                   | 3:37    |  |
| 2.               | "Put Your Hands Up (If You Feel Love)" (Pete Hammond Remix)              | 7:44    |  |
| 3.               | "Put Your Hands Up (If You Feel Love)" (Basto's Major Mayhem Edit)       | 3:00    |  |
| 4.               | "Put Your Hands Up (If You Feel Love)" (Ao Vivo na Aphrodite World Tour) | 3:49    |  |
| 5.               | "Silence"                                                                | 3:42    |  |

| EP de remixes |                                                                           |         |  |
| N.º           | Título                                                                    | Duração |  |
| 1.            | "Put Your Hands Up (If You Feel Love)" (Nervo Hands Up Extended Club Mix) | 6:57    |  |
| 2.            | "Put Your Hands Up (If You Feel Love)" (Basto's Major Mayhem Mix)         | 5:22    |  |
| 3.            | "Put Your Hands Up (If You Feel Love)" (Basto's Major Mayhem Dub)         | 5:50    |  |
| 4.            | "Put Your Hands Up (If You Feel Love)" (Bimbo Jones Remix)                | 6:02    |  |
| 5.            | "Put Your Hands Up (If You Feel Love)" (Pete Hammond Remix Edit)          | 4:37    |  |